# Der Masseur (2020)
Der Masseur (Originaltitel: Never Gonna Snow Again, im Polnischen auch Śniegu już nigdy nie będzie) ist ein Film von Małgorzata Szumowska und Michał Englert. Die deutsch-polnische Koproduktion feierte am 7. September 2020 bei den Filmfestspielen in Venedig ihre Premiere, wo der Film für den Goldenen Löwen nominiert war. Am 19. August 2021 kam der Film in die deutschen Kinos.
Die Hauptfigur der tiefgründigen Gesellschaftssatire aus Polen ist der Ukrainer Zhenia. Er arbeitet als Masseur für die reichen, aber traurigen Bewohner einer Gated Community in Warschau und verändert ihr Leben.

## Handlung
Ein junger Mann namens Zhenia passiert mit einer zusammenklappbaren Massageliege unter dem Arm die Grenze zwischen der Ukraine und Polen und begibt sich zur Einwanderungsbehörde nach Warschau. Dort erklärt er dem Beamten, er wolle in Polen leben, nimmt den Kopf des Mannes in seine Hände und versetzt ihn in einen Trance-Zustand, woraufhin er sich Unterschrift und Stempel auf der Aufenthaltserlaubnis selber erteilt.
Zhenia zieht in eine Warschauer Plattenbausiedlung. Fortan stattet der Ukrainer seinen Kunden aus der Warschauer Oberschicht in einem geschlossenen Wohngebiet am Stadtrand regelmäßig Hausbesuche ab, so der Hausfrau Maria und der Witwe Ewa. Aber auch ein krebskranker Familienvater klammert sich in letzter Hoffnung an Zhenias heilende Hände. Direkt nach dessen Tod hat er Sex mit seiner Witwe. Während einer öffentlichen Zaubervorführung mit ihr verschwindet er spurlos.
Trotz ihres Reichtums strahlen die Bewohner dieser von Mauern umgebenen Gemeinschaft eine innere Traurigkeit aus. Zhenia benutzt oft Hypnose und verfügt offenbar über telekinetische Fähigkeiten.
In einer Rückblende erfährt der Zuschauer, dass seine Mutter, aus Prypjat stammend, an den Folgen der Nuklearkatastrophe von Tschernobyl gestorben ist, und er ihr nicht helfen konnte. Ebenso wird klar, dass der Original-Filmtitel sich auf diese Katastrophe bezieht. Am Ende des Filmes schneit es.

## Produktion

### Stab, Idee und Besetzung
Regie führte Małgorzata Szumowska, die gemeinsam mit Michał Englert auch das Drehbuch schrieb. Never Gonna Snow Again stützt sich teilweise auf die Erfahrungen der Filmemacher, in einem kommunistischen Polen aufzuwachsen, das in den 1990er Jahren plötzlich kopfüber in Richtung Kapitalismus eilte. Die Figur von Zhenia wurde dabei von einem Masseur inspiriert, den sowohl Englert und Szumowska, als auch dem erfolgreichen Filmemacher Paweł Pawlikowski bekannt ist. Die im Film gezeigte Gated Community sei ein Symbol für das Unwohlsein, unter dem die Generation von Neureichen in Polen leidet, die unter den Entbehrungen des Kommunismus aufgewachsen sind und sich jetzt verzweifelt an die Signifikanten ihres neu gefundenen Reichtums klammern. „Sie wollen sich nicht mit der Vergangenheit verbunden fühlen, weil sie so tief vom Westen beeinflusst sind und sich auf diesen konzentrieren“, sagte Englert. Dieses Gefühl des Verlustes durchdringe Never Gonna Snow Again, in dem sich die Menschen trotz ihres materiellen Komforts mit einer existenziellen Leere auseinandersetzen, die nicht so leicht zu füllen ist wie ihre verschwenderischen Häuser.
Alec Utgoff, ein britischer Schauspieler ukrainischer Herkunft, spielt Zhenia. Anfänglich hatte Szumowska das Problem, einen Schauspieler für die Hauptrolle zu finden, der Russisch sprechen konnte. Daher schlug ihr Sohn ihr Utgoff vor, den er aus der Fernsehserie Stranger Things kannte und der darin Dr. Alexei spielt, woraufhin sie Kontakt zu ihm herstellten. Maja Ostaszewska spielt die Hausfrau Maria, Agata Kulesza die Witwe Ewa, Łukasz Simlat den krebskranken Familienvater, der seine Hoffnung in Zhenias Fingerspitzen setzt, und Weronika Rosati dessen Frau.

### Filmtitel und Motive
Der Schnee im polnischen Originaltitel Śniegu już nigdy nie będzie („Es wird nie wieder Schnee fallen“) stellt in Zhenias symbolisch aufgeladener Vorstellungswelt ein Mittel der Reinigung und Läuterung dar, ein Anlass des Innehaltens und einer neuen Verbundenheit zu Natur und Erde, erklärt Ralf Schenk. Des Weiteren werden von den Machern des Films diese Schneestürme als „heftig, alles verzehrend und gefährlich“ bezeichnet. Sie könnten auslöschen und zerstören, während sie gleichzeitig auf die vom Menschen gemachte Katastrophe des Klimawandels hinweisen und auf einen Planeten im endgültigen Niedergang. Dieser Schnee könne auch ein Gefühl von Sicherheit vermitteln, und die leistungs- und profitorientierten Figuren im Film teilten in ihrer Erinnerung an die gemeinsam erlebte, kommunistische Vergangenheit etwas Tröstliches, so Szumowska: "Es war eine sichere Welt."
Szumowska und Englert nutzen für ihr Trost spendendes, zeitgenössisches Märchen zahlreiche Anleihen aus der Filmgeschichte. So trage Zhenia durchaus Züge jenes mysteriösen Engels, der einst in Pier Paolo Pasolinis Teorema in Mailand landete und die Lebenswege einer ganzen Familie neu justierte, so Schenk. Der Film erkläre Zhenias Fähigkeiten, der in der Nähe von Tschernobyl aufwuchs, jenem Atomkraftwerk, das an seinem siebten Geburtstag explodiert, nicht aus dem radioaktiven Regen heraus, der damals auf ihn niederfiel, aber die Regisseure deuten diese Möglichkeit an. Die zentrale Figur sei zugleich ein realer wie ein mythischer Held, der mit zauberischen Händen gesegnet aus einer Art dunklem Märchenwald in die polnische Gegenwart kommt, so Ralf Schenk.

### Filmförderung und Dreharbeiten
Der Film erhielt vom Deutsch-Polnischen Filmfonds eine Produktionsförderung in Höhe von 50.000 Euro und von der Film- und Medienstiftung NRW eine Vertriebsförderung. Weitere Mittel kamen vom Deutschen Filmförderfonds, Bayerischer Rundfunk/Arte, dem Medienboard Berlin-Brandenburg und dem Polish Film Institute.
Die Dreharbeiten fanden von Anfang Dezember 2019 bis Anfang Februar 2020 an 35 Drehtagen in der polnischen Hauptstadt Warschau und in Köln und Umgebung statt. Neben seiner Arbeit am Drehbuch fungierte Englert auch als Kameramann.

### Marketing und Veröffentlichung
Der erste Trailer wurde im August 2020 veröffentlicht, der mit In der Halle des Bergkönigs unterlegt war. Eine erste Vorstellung des Films erfolgte am 7. September 2020 bei den Filmfestspielen in Venedig, wo der Film für den Goldenen Löwen nominiert ist. Anfang September 2020 sollte der Film auch beim Telluride Film Festival gezeigt werden, das aber aufgrund der COVID-19-Pandemie abgesagt wurde. Anfang Oktober 2020 wurde er beim Filmfest Hamburg gezeigt. Am 16. Oktober 2020 kam er in die polnischen Kinos. Ebenfalls im Oktober 2020 wurde er beim Film Festival Cologne und beim London Film Festival vorgestellt. Mitte November 2020 wurde er als Abschlussfilm des online stattfindenden Internationalen Filmfestivals Thessaloniki gezeigt. Ebenfalls im November 2020 erfolgten Vorstellungen beim Minsk International Film Festival Listapad. Im April 2021 wurde er beim Golden Horse Film Festival gezeigt. Im Juli 2021 wurde er beim Filmfest München gezeigt. Am 19. August 2021 kam er in die deutschen Kinos.

## Rezeption

### Altersfreigabe und Kritiken
In Deutschland wurde der Film von der FSK ab 12 Jahren freigegeben und ist in Begleitung der Eltern ab 6 erlaubt. In der Freigabebegründung heißt es, im Film gehe es um ernste Themen wie Traurigkeit, Depressionen, Sinnentleerung und Suizid, wobei letzteres klar kritisiert werde und keinerlei Vorbildwirkung entstehe.
Der Film wurde von 94 Prozent aller bei Rotten Tomatoes erfassten Kritiker positiv bewertet mit durchschnittlich 7,6 der möglichen 10 Punkte, womit er aus den 22. Annual Golden Tomato Awards als Viertplatzierter in der Kategorie Sci-Fi & Fantasy Movies der Filme des Jahres 2021 hervorging. Susanne Romanowski schreibt in der Zeit, auf seine leise, unaufdringliche Art sei der Film auch ein Sozialdrama: „"Wohlhabende Polinnen lassen sich in einen mentalen Wald versetzen, Zhenia marschierte durch einen echten, um Arbeit zu finden. Für die Wohnsiedlung sind Naturkatastrophen Smalltalk, Zhenia hat seine Mutter an das Reaktorunglück verloren.“ Die grau-in-graue Gated Community werde so zum Bunker für emotionale Einsiedler, und nur Migranten wie Zhenia gingen hier zum Arbeiten raus.

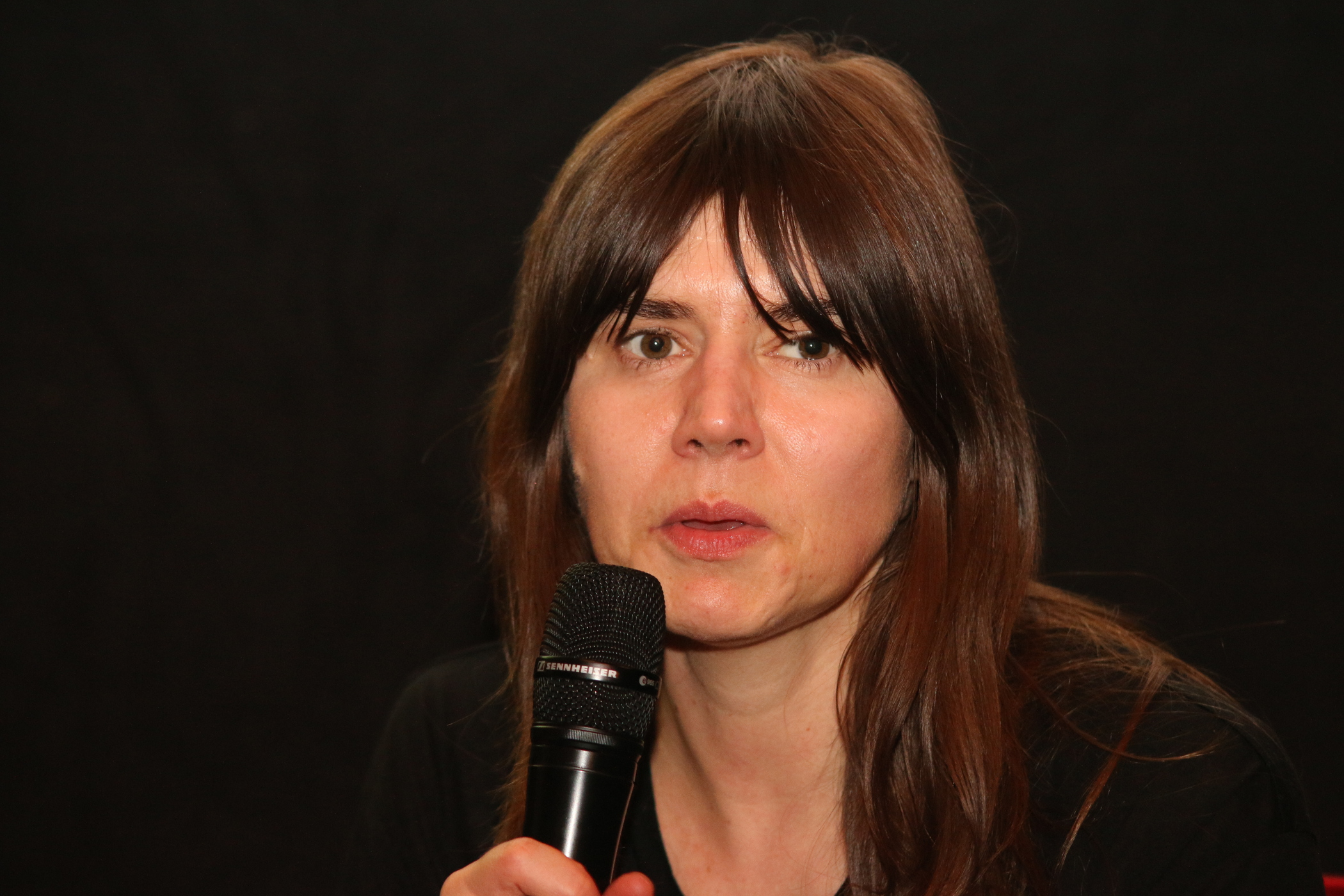
Die Regisseurin Małgorzata Szumowska

Ralf Schenk vom Filmdienst schreibt in seiner Kritik, diese Gated Community erinnere, mitsamt den Nöten und Beschwernissen ihrer Bewohner, an das Kinodebüt American Beauty von Sam Mendes, ohne allerdings dessen radikalen Schluss zu adaptieren: „Nirgendwo werden die Hilfsbedürftigen denunziert, egal wie seltsam ihre Haltungen auch sein mögen; statt sarkastischer Distanz, die durchaus möglich wäre, erlaubt sich der Film ein Gefühl großer, allumfassender Traurigkeit.“ Dabei wirkten Zhenias einsame Gänge durch die Siedlung oder in den Wald wie Anleihen bei Andrej Tarkowskis mythischem Stalker. Dass Dmitri Schostakowitschs berühmter Walzer in die schwebend-rudimentäre, bisweilen etwas redundant wirkende Handlung eingeflochten ist, mag eine Hommage an Stanley Kubrick sein, der dieses Musikstück in Eyes Wide Shut verwandte, doch in Małgorzata Szumowskas und Michał Englerts Film sei dies auch eine Parabel über die Suche wohlhabend-frustrierter Zeitgenossen nach einer Erlösung im Zauberreich des Übernatürlichen, so Schenk. Alec Utgoff in der Rolle von Zhenia, der mit seinen Händen die Körper und Seelen der anderen erforschen und seine Klienten wenigstens partiell von Ängsten, Stress und Psychopharmaka erlösen kann, sei hier der große Schweiger, und erst ganz am Ende, wenn die Regisseure die Figur des Zhenia aufbrechen, als er sich mit einem Wachmann betrinkt, zeige sich, dass die Abenteuer des bodenständigen Engels auf Erden noch nicht zu Ende sind: "im Inneren des Masseurs, dieses nicht nur zärtlichen Helden, schlummern Geheimnisse, die es noch zu entdecken gilt."

### Auszeichnungen (Auswahl)
Never Gonna Snow Again wurde von Polen als Beitrag für die Oscarverleihung 2021 in der Kategorie Bester Internationaler Film eingereicht und gelangte auch in die Vorauswahl für die Golden Globe Awards 2021 (Bester fremdsprachiger Film). Zudem befindet sich der Film in einer Vorauswahl für den Europäischen Filmpreis 2021. Im Folgenden eine Auswahl weiterer Auszeichnungen und Nominierungen.
Bergen International Filmfestival 2020
- Nominierung in der Kategorie Cinema Extraordinaire[24]

Camerimage 2020
- Nominierung im Hauptwettbewerb[25]

El Gouna Film Festival 2020
- Auszeichnung mit dem Golden Star im Spielfilmwettbewerb (Małgorzata Szumowska und Michał Englert)[26]

Europäisches Filmfestival Sevilla 2020
- Nominierung für den Golden Giraldillo[27]

Film Festival Cologne 2020
- Nominierung für den Filmpreis NRW[28]

Internationale Filmfestspiele von Venedig 2020
- Nominierung für den Goldenen Löwen (Małgorzata Szumowska und Michał Englert)
- Nominierung für den Queer Lion (Małgorzata Szumowska und Michał Englert)[29]

Minsk International Film Festival Listapad 2020
- Nominierung für den Grand Prix Golden Listapad (Małgorzata Szumowska und Michał Englert)[30]

Polnischer Filmpreis 2021
- Auszeichnung für die Beste Kamera (Michał Englert)[31]

## Synchronisation
Die deutsche Synchronisation entstand nach einem Dialogbuch und der Dialogregie von Klaus Terhoeven im Auftrag der logoSynchron GmbH, Köln.
| Darsteller           | Synchronsprecher    | Rolle                 |
| -------------------- | ------------------- | --------------------- |
| Alec Utgoff          | Mark Zak            | Zhenia                |
| Astrid Nanowska      | Juliane Ledwoch     | Astrid                |
| Wojciech Starostecki | Tom Jacobs          | Astrids Ehemann       |
| Agata Kulesza        | Michaela Kametz     | Ewa                   |
| Maciej Drosio        | Oskar Leber         | Ewas Sohn             |
| Katarzyna Figura     | Petra Glunz-Grosch  | Gucci                 |
| Łukasz Simlat        | Maximilian Hilbrand | Mann der Witwe        |
| Krzysztof Czeczot    | Sascha von Zambelly | Marias Ehemann        |
| Blanka Burzynska     | Finja Riegner       | Marias kleine Tochter |
| Adrian Podlaski      | Robert Reuter       | Marias Sohn           |
| Lena Wochal          | Holle Kirck         | Marias Tochter        |
| Weronika Rosati      | Daniela Bette-Koch  | Witwe                 |